# Lisete Arelaro
Lisete Regina Gomes Arelaro ou simplesmente Lisete Arelaro (Campinas, 30 de maio de 1945 – São Paulo, 12 de março de 2022) foi uma pedagoga, professora, pesquisadora e ativista política brasileira. Militante política do movimento estudantil durante a ditadura militar brasileira, foi filiada ao Partido dos Trabalhadores (PT) e atuou na área de educação durante a gestão de Luiza Erundina na prefeitura de São Paulo. Posteriormente, filiou-se ao Partido Socialismo e Liberdade (PSOL) e concorreu ao governo do Estado de São Paulo nas eleições de 2018. Foi professora emérita da Faculdade de Educação da Universidade de São Paulo, instituição onde desenvolveu sua carreira docente.

## Biografia

### Anos iniciais
Nascida e criada em Campinas, no interior de São Paulo, no seio de uma família de classe média, com pai e mãe com formação universitária, Lisete Regina Gomes Arelaro estudou no Instituto de Educação Carlos Gomes, uma escola pública tradicional de Campinas que adotava as diretrizes pedagógicas do movimento de renovação Escola Nova. Nessa instituição de ensino, ela se tornaria presidente do grêmio estudantil escolar, o Grêmio Estudantil Castro Alves. Além das aulas no ensino regular, sua condição de classe lhe permitiu que tivesse estudado piano no Conservatório de Música de Campinas.
Em 1960, Lisete Regina ingressa no curso normal visando uma formação como professora normalista, enfrentando opiniões contrárias de seu pai advogado e de sua professora de matemática. Nesta época, ela aprofunda sua compreensão política da realidade social, lendo contato com as obras de Karl Marx e, também, com a teologia da libertação.

### Vida acadêmica e profissional
Após desempenhar ações de alfabetização em paróquias da cidade de Campinas, além de ter tido a experiência de magistério no Vale do Ribeira e professora de piano no Conservatório de Música de Campinas, em 1963, Lisete Regina Gomes Arelaro ingressou no curso de Pedagogia da Universidade Católica de Campinas (atual PUC-Campinas) tendo concluído o seu curso no ano de 1966.
Ela se muda para a cidade de São Paulo em 1968, após concluir uma especialização em administração escolar na PUC-Campinas, e ingressou no curso de pós-graduação em Ciências Sociais da Faculdade de Filosofia, Letras e Ciências Humanas da Universidade de São Paulo (FFLCH-USP), onde estudou com Luiz Pereira, Octavio Ianni e Florestan Fernandes, tendo o concluído em 1970, mas o simples fato de frequentá-lo despertaria a atenção dos órgãos de repressão da Ditadura Militar de 1964.
Lisete Arelaro foi professora em escolas públicas entre o final da década de 1960 e o início da década de 1970, tendo trabalho em escolas situados em Conchal e na Zona Leste do município de São Paulo, até quando foi forçada a se afastar da sala de aula, após as prisões arbitrárias feitas pelo Departamento de Ordem Política e Social (DOPS). Desde então, exerceria funções administrativas na tecnocracia da Secretaria de Educação no Estado de São Paulo, especialmente na área de orçamento em educação, chegando a ocupar cargos em comissão, a despeito de correspondências de advertência que o Serviço Nacional de Informações (SNI) enviada para seus superiores, em razão de suas prisões políticas.
Entre 1973 e 1980, ela cursou o mestrado em educação na Universidade de São Paulo, tendo defendido a dissertação A Descentralização na Lei nº. 5692/71: coerência ou contradição, sob a orientação da professora Maria da Penha Villalobos.
Dois anos depois, Lisete Regina é aprovada por concurso e ingressa como professora da Faculdade de Educação da USP (FEUSP)., tendo lecionado as disciplinas Estrutura e Funcionamento do Ensino de 1º e 2º Graus, Economia da Educação, Planejamento Educacional, Administração Escolar II, Política Educacional, Legislação da Educação, Política e Organização da Educação Básica no Brasil e Pedagogia da Terra. 
Em 1988, ela concluiu o seu doutoramento ao defender tese de doutorado em educação na USP com o tema: A (ex)tensão do Ensino Básico para todos: o avesso de um direito democrático; esta tese se desenvolveu sob orientação do professor José Mario Pires Azanha, o qual participou em vários momentos profissionais de docência não-universitária e de administração educacional de Lisete Regina.
Em 1989, passou a ministrar aulas no Programa de Pós-graduação em Educação da USP, onde lecionou as disciplinas Financiamento da Educação, Metodologia de Pesquisa Educacional, Estado, Planejamento e Ensino Fundamental no Brasil e Cátedra Paulo Freire; além de ter orientado dissertações e teses de doutorado de várias pessoas que se tornariam referência no campo.
Em 2005, ela se tornou professora livre docente da Faculdade de Educação da USP, tendo defendido a tese de livre docência: Os Fundos Públicos no Financiamento da Educação - o caso FUNDEB: Justiça Social, Equívoco Político ou Estratégia Neoliberal?.
Ela é reconhecida como uma das referência no campo da educação, especialmente nos estudos sobre financiamento da educação, municipalização do ensino e do método freireano, expertise adquirida ao trabalhar com a tecnocracia da Secretaria Estadual de Educação de São Paulo, além das experiências como agente educacional em campanhas de alfabetização no estado de Alagoas, situado no Nordeste brasileiro, onde teve um contato com a metodologia de alfabetização de Paulo Freire, como professora em diversas instituições de ensino, inclusive sendo diretora de escolas de ensino fundamental.

### Militância política, perseguição durante a Ditadura Militar de 1964 e cargos públicos
A origem da militância política de Lisete Arelaro estava associada ao movimento estudantil, visto que, além de ter sido da filiada à Juventude Estudantil Católica (JEC) e ter relações com o Partido Comunista Brasileiro (PCB), ela foi presidente de grêmio estudantil e do centro acadêmico do curso de Pedagogia da Universidade Católica de Campinas (atual PUC-Campinas).
Com a implantação da Ditadura Militar a partir de 1964, Lisete Regina foi presa três vezes pelos órgãos de repressão do estado, com destaque para o Departamento de Ordem Política e Social (DOPS), que tinha o delegado da polícia civil Sérgio Paranhos Fleury como o seu chefe. Todas as prisões dela foram feitas sem que tivesse sido a instaurado um prévio processo e não havia a comunicação dessa detenção pelo estado para os familiares ou conhecidos, sendo que estes só tomavam conhecimento da prisão, quando ela era solta.

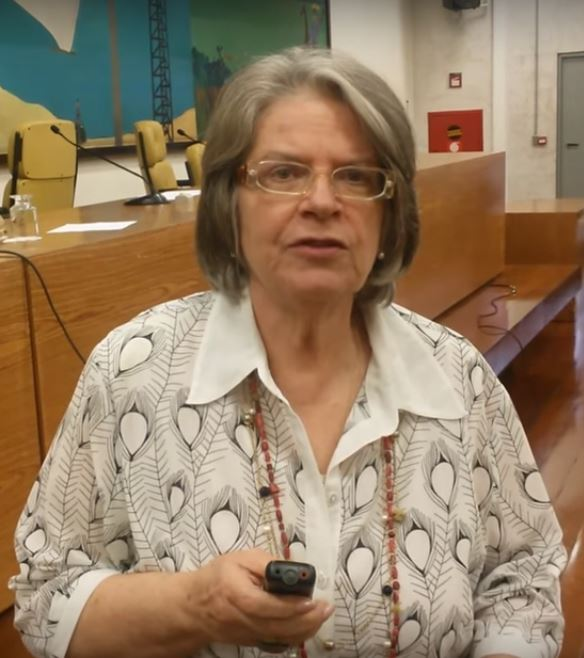
Em 2018

Durante a gestão da prefeita Luiza Erundina, então filiada ao Partido dos Trabalhadores (PT), na Prefeitura de São Paulo, Lisete Arelaro atuou como assessora de Paulo Freire na administração da Secretaria Municipal de Educação.
Entre 1993 e 1996, ela foi nomeada e exerceu o cargo de Secretária Municipal de Educação, Cultura, Esporte e Lazer da Prefeitura de Diadema, sob a gestão de José de Filippi Júnior, prefeito que havia sido eleito pelo PT. Ela voltaria a ocupar esse cargo de secretária municipal entre 2001 a 2002.
Na condição de professora concursada da USP, Lisete Regina ocupou diversos cargos administrativos de natureza acadêmica, destacando-se, principalmente, o fato de ela ter sido Diretora da FEUSP entre 2010 e 2014.
Ela desempenhou cargos de liderança em entidades classistas e científicas, como o cargo de Presidente do Fórum Nacional de Faculdades e Centros de Educação Pública (FORUMDIR) de 2012 a 2014, e, posteriormente, se tornou Presidente da Associação Nacional de Pesquisa em Financiamento da Educação (FINEDUCA), entre 2015 e 2017.
Durante as eleições para o governo do estado de São Paulo de 2018, a Professora Lisete, que no passado havia sido filiada ao PT, concorreu ao cargo de governadora estadual pelo Partido Socialismo e Liberdade (PSOL), tendo obtido o 8º lugar na disputa.
Por conhecer a realidade da perseguição política feita por órgãos do estado, um dos últimos atos de sua militância política foi a defesa pública de uma professora de uma escola pública do município de São Caetano do Sul, chamada Catarina Troiano, que foi demitida pela Prefeitura Municipal de São Caetano do Sul por ser contra o retorno das aulas presenciais durante um período agudo da pandemia no ano de 2021.
Na oportunidade, a Professora Lisete afirmou:

 Mesmo aqui, tratando de minha saúde, não poderia deixar de fazer este apelo ao prefeito e toda autoridade para que isso se reverta. E que a vida, o magistério, o servidor público e todos os bons valores sejam respeitados.— Professora Lisete

### Pensamento
A correlação entre pensamento (teoria) e ação (práxis) é algo central na perspectiva de educação para Lisete Regina Gomes Arelaro, o que mostra as influências sobre sua proposta teórica de autores como o filósofo e revolucionário alemão Karl Marx, o sociólogo brasileiro Florestan Fernandes e o educador e filósofo brasileiro Paulo Freire. 
Nas próprias palavras da Lisete Arelaro, seu pensamento-ação pode ser sintetizado nos seguintes termos:

 (...) desde 1967, eu sou uma militante da educação, da escola pública estatal laica e de qualidade para todos.— Professora Lisete

## Morte
Lisete Regina Gomes Arelaro morreu em 12 de março de 2022, aos 76 anos, devido a uma câncer de estômago, que ela vinha enfrentando.
A repercussão da morte da Professora Lisete levou a que diversas entidades manifestassem o seu pesar, como os vários órgãos e unidades da Universidade de São Paulo, a Faculdade de Educação da USP, a APEOESP, o SINTUSP, a ADUSP, além de educadores, parlamentares e ativistas de distintos movimentos sociais.

## Principais obras

### Livros
- 2002 - Progressão Continuada x Promoção Automática - E a qualidade de ensino?. São Paulo: Cortez Editora. (em coautoria com Ivan Valente)
- 2002 - Educação e Políticas Públicas. São Paulo: Editora Xamã. (em coautoria com Ivan Valente)
- 2012 - Às portas da universidade: alternativas de acesso ao ensino superior. São Paulo: Xamã. (com Gilberto Cunha Franca e Maíra Tavares Mendes)
- 2018 - Direitos Sociais, Diversidade e Exclusão. A Sensibilidade de quem as vive. Campinas: Mercado das Letras. (com Shirley Silva)

### Artigos e capítulos de livros
Relação dos principais artigos publicados durante a trajetória de cinco décadas de Lisete Arelaro:
- 1966 - "A incrível situação do Ensino Brasileiro". Revista Brasil Revolucionário.
- 1979 - "O Ensino de Primeiro e Segundo Graus". Cadernos de Pesquisa, v. 30, 1979. (em coautoria com Elba Sá Barreto, Maria M. Campos e Guiomar Namo de Mello)
- 1981 - "Descentralização: uma forma de justiça social?". Revista da Ande, São Paulo, n. 2.
- 1983 - "A Lei 5.692/71: o modelo de sua implantação em São Paulo". Revista do Centro de Formação e Aperfeiçoamento em Administração (CFAA), São Paulo.
- 1985 - "Municipalização do Ensino: Estudos e Tendências". Revista do Instituto Nacional de Estudos Pedagógicos, Brasília.
- 1986 - "O Ensino no Período Noturno: Uma Questão de Metodologia?". Revista Projeto Ipê, São Paulo, v. 8.
- 1988 - "A Municipalização do Ensino em São Paulo: primeiras avaliações". Revista da Apeoesp, São Paulo.
- 1989 - "O Poder Local e a Municipalização". Revista Educação Município, São Paulo.
- 1995 - "A Política Educacional Brasileira". Revista do Sindicato dos Metalúrgicos da Região do ABCD, São Paulo.
- 1997 - "Neoliberalismo e Educação". Revista da Ande, São Paulo.
- 1997 - "Concepções de Sistema de Ensino na Nova LDB". Revista União dos Dirigentes Municipais de Educação do Estado do Rio de Janeiro, Rio de Janeiro.
- 1999 - "A ousadia de fazer acontecer o direito à Educação". In: Dalila Andrade Oliveira e Marisa R. T. Duarte (Orgs.). Política e Trabalho na Escola: Administração dos Sistemas Públicos de Educação Básica. Belo Horizonte: Autêntica.
- 2000 - "Os Portadores de Necessidades especiais não são mais aqueles: contestando dados da Organização Mundial de Saúde". Educação em Revista, Belo Horizonte.
- 2000 - "Resistência e Submissão: a Reforma Educacional na Década de 1990". In: Nora Krawczyk, Maria Malta Campos e Sérgio Haddad (Orgs.). O Cenário Educacional Latino-americano no Limiar do Século XXI - Reformas em Debates. São Paulo: Autores Associados.
- 2003 - "Direitos Sociais e Políticas educacionais: alguns ainda são mais iguais que outros". In: Marli Vizim e Shirley Silva (Org.). Políticas Públicas: Educação, Tecnologias e pessoas com deficiências. Campinas: Mercado de Letras.
- 2005 - "O Ensino Fundamental no Brasil: avanços, perplexidades e tendências". Revista Educação e Sociedade, v. 26.
- 2005 - "A Pedagogia da Terra: novos ventos na universidade". Economia Solidária e Educação de Jovens e Adultos, Brasília, v. 1, n. 1.
- 2007 - "Formulação e Implementação de Políticas Públicas em Educação e as parcerias público-privadas: impasse democrático ou mistificação política?". Revista Educação e Sociedade, v. 28.
- 2008 - "A não-transparência nas relações público- privadas: o caso das creches conveniadas. In: Theresa Adrião; Vera Peroni. (Org.). Público e Privado na Educação: novos elementos para o debate. São Paulo: Xamã.
- 2012 - "Não só de palavras se escreve a educação infantil, mas de lutas populares e avanço científico". In: Ana Lucia G. de Faria e Suely A. de Mello (Org.). O mundo da escrita no universo da pequena infância. 3ªed. Campinas/SP: Autores Associados.
- 2016 - "Gestão Democrática não é falácia, é prática social". Revista Parlamento e Sociedade, v. 4.
- 2016 - "A Política de Quotas no Ensino Superior Brasileiro: uma proposta radical de equidade". In: Centro Latinoamericano de Adminstración para el Desarollo (Org.). XXI Congreso Internacional del CLAD. Caracas: CLAD.
- 2016 - "Ousar resistir em tempos contraditórios: a disputa de projetos educacionais. In: José Claudinei Lombardi (Org.). Crise capitalista e educação brasileira. Uberlândia: Navegando Publicações.
- 2017 - "Quem acredita que o PNE e o CAQ vão ser implantados? Algumas reflexões sobre a conjuntura. In: Rosana Evangelista da Cruz e Samara de Oliveira Silva. (Org.). Gestão da Política Nacional da Educação - Desafios contemporâneos para a garantia do direito à educação. Teresina/PI: EDUFPI.
- 2017 - "Avaliação das políticas de educação infantil no Brasil: avanços e retrocessos". Revista Zero-a-Seis, v. 19.
- 2019 - "Vivre et travailler avec Paulo Freire. Et en tirer six leçons". Revista Antipode. (publicado em francês)
- 2020 - "Políticas atuais, transformação social e a perseguição a Paulo Freire". Revista de Estudos Culturais da EACH-USP, São Paulo. (em coautoria com Camila G. A. Caetano)
- 2020 - "A competência gestora de um grande educador". In: Ana Maria Araújo Freire e Erasto Fortes Mendonça (Org.). Direitos Humanos e Educação Libertadora - Gestão Democrática da Educação Pública na cidade de São Paulo. 2ed. Rio de Janeiro: Paz & Terra.